# Тимонове
Ти́монове — село у Троїцькій селищній громаді Сватівського району Луганської області. Населення становить 696 осіб.
Село постраждало внаслідок геноциду українського народу, вчиненого урядом СССР у 1932—1933 роках, кількість встановлених жертв — 60 людей 418 осіб.

## Населення

### Мова
Розподіл населення за рідною мовою за даними перепису 2001 року:
| Мова            | Кількість | Відсоток |
| --------------- | --------- | -------- |
| російська       | 591       | 84.91%   |
| українська      | 104       | 14.94%   |
| інші/не вказали | 1         | 0.15%    |
| Усього          | 696       | 100%     |

## Також
- Перелік населених пунктів, що постраждали від Голодомору 1932—1933 (Луганська область)